# Marcel Schuhen
Marcel Schuhen (Kirchen, 13 gennaio 1993) è un calciatore tedesco, portiere del Darmstadt.

## Palmarès

### Club

#### Competizioni nazionali
- Campionato tedesco di seconda divisione: 1

Colonia: 2013-2014